# كالفين بيترسن
كالفين بيترسن (بالإنجليزية: Calvin Petersen)‏ (25 ديسمبر 1961 بجنوب أفريقيا - ) هو لاعب كرة قدم جنوب أفريقي في مركز الهجوم. شارك مع منتخب جنوب أفريقيا لكرة القدم. أما مع النوادي، فقد لعب مع أياكس كيب تاون وموروكا سوالوز وماريتزبرغ يونايتد ‏ وآيزنشتات ‏.

## وصلات خارجية
- كالفين بيترسن على موقع قاعدة بيانات كرة القدم.إي يو (الإنجليزية)
- كالفين بيترسن على موقع ناشيونال فوتبول تيمز (الإنجليزية)